# Copa Chile 1958
Copa Chile 1958 var den allra första säsongen av Copa Chile, där 32 lag deltog. I turneringen deltog 14 lag från Primera División (högsta serien), 10 lag från den näst högsta serien samt 8 distriktslag.

## Final
Colo-Colo vinnare på straffar.